# Дмитровка (Ленинградская область)
Дмитровка — деревня в Алёховщинском сельском поселении Лодейнопольского района Ленинградской области.

## История
В конце XIX — начале XX века деревня административно относилась к Красноборской волости 2-го стана 2-го земского участка Тихвинского уезда Новгородской губернии.

ДМИТРОВКА — деревня Веченского земского общества, число дворов — 8, число домов — 8, число жителей: 34 м. п., 30 ж. п.; 

Занятие жителей — земледелие. При колодцах. (1910 год)

Согласно карте Ленинградской области Северо-западного аэрогеодезического треста ГГУ издания 1932 года деревня насчитывала 8 крестьянских дворов. В деревне находилась мукомольная водяная мельница.
По данным 1933 года деревня Дмитровка входила в состав Веченицкого сельсовета Оятского района.

Деревня Дмитровка на карте РККА 1940 года

По данным 1966 и 1973 годов деревня Дмитровка входила в состав Пирозерского сельсовета.
По данным 1990 года деревня Дмитровка входила в состав Тервенического сельсовета.
В 1997 и 2002 годах в деревне Дмитровка Тервенической волости постоянного населения не было.
В деревне Дмитровка Алёховщинского СП в 2007, в 2010 и 2014 годах также не было постоянного населения.

## География
Деревня расположена в южной части района к востоку от автодороги 41А-009 (Лодейное Поле — Чудово).
Расстояние до административного центра поселения — 38 км.
Расстояние до ближайшей железнодорожной станции Лодейное Поле — 79 км.
Деревня находится на левом берегу реки Капши.

## Демография
| 1910 | 1997 | 2007 | 2010 | 2014 | 2015 | 2016 |
| ---- | ---- | ---- | ---- | ---- | ---- | ---- |
| 64   | ↘0   | →0   | →0   | →0   | →0   | →0   |
| 2017 |      |      |      |      |      |      |
| →0   |      |      |      |      |      |      |

### Национальный состав
Согласно данным Всероссийской переписи населения 2021 года в деревне проживал 1 человек, русский.

## Инфраструктура
На 1 января 2014 года в деревне было зарегистрировано частных жилых домов — 10
На 1 января 2015 года в деревне не было зарегистрировано постоянного населения.